# House of 1000 Corpses
House of 1000 Corpses  (Brasil: A Casa dos 1000 Corpos; Portugal: A Casa dos 1000 Cadáveres) é um filme Americano de terror de 2003, escrito e dirigido por Rob Zombie. O filme é estrelado por Sid Haig, Bill Moseley, Sheri Moon Zombie, e Karen Black como membros da família Firefly. Situado no Halloween, a família Firefly tortura e mutila um grupo de adolescentes que estão viajando por todo o país escrevendo um livro. O filme explora uma série de gêneros, e apresenta elementos do sobrenatural. Zombie citou filmes de terror americanos O Massacre da Serra Elétrica (1974) e The Hills Have Eyes (1977) como influências para House of 1000 Corpses, bem como outros filmes lançados durante os anos 1970.
Inicialmente filmado em 2000, House of 1000 Corpses foi comprado pela Universal Pictures, assim, uma grande parte dele foi filmado na Universal Studios backlots. O orçamento do filme foi de 7 milhões de dólares. Zombie trabalhou com Scott Humphrey na pontuação do filme. House of 1000 Corpses apresentava um montante gráfico de sangue e gore, e cenas controversas envolvendo masturbação e necrofilia. O projeto foi finalmente arquivado pela empresa antes de seu lançamento, devido a receios de uma classificação NC-17.  Zombie depois conseguiu re-adquirir os direitos para o trabalho, e, eventualmente vendê-lo para Lions Gate Entertainment. O filme recebeu uma versão teatral em 11 de abril de 2003, quase três anos depois das filmagens concluiu.
House of 1000 Corpses recebeu críticas geralmente negativas após seu lançamento, e o elenco principal veio a ser criticado por vários críticos. O filme arrecadou mais de 3 milhões de dólares em seu fim de semana de abertura, e mais tarde viria a arrecadar mais de 16 milhões de dólares mundialmente. Apesar de sua recepção negativa inicial, o filme passou a desenvolver um culto de seguidores. Zombie dirigiu mais tarde sequela do filme, The Devil's Rejects (2005) em que a família Firefly estão em fuga da polícia.

## Sinopse
A história é sobre dois jovens casais que decidem visitar uma loja de horrores à beira da estrada com a intenção de conhecer melhor a lenda do doutor Satan, um famoso médico que matava suas vítimas lentamente. Ele foi preso e enforcado, mas seu corpo nunca foi encontrado. Os aventureiros decidem procurar a árvore perto de onde ele desapareceu e encontram uma família de psicopatas que os submeterá a rituais satânicos e de canibalismo.

## Elenco
| Ator/Atriz                          | Personagem                  |
| ----------------------------------- | --------------------------- |
| Sid Haig                            | Captain Spaulding           |
| Bill Moseley                        | Otis                        |
| Sheri Moon Zombie (como Sheri Moon) | Baby                        |
| Chad Bannon                         | Killer Karl                 |
| William Bassett                     | Sheriff Frank Huston        |
| Karen Black                         | Mother Firefly              |
| Erin Daniels                        | Denise Willis               |
| Joe Dobbs III                       | Gerry Ober                  |
| Judith Drake                        | Skunk Ape Wife              |
| Dennis Fimple                       | Grampa Hugo                 |
| Gregg Gibbs                         | Dr. Wolfenstein             |
| Walton Goggins                      | Steve Naish                 |
| Chris Hardwick                      | Jerry Goldsmith             |
| Ken Johnson                         | Skunk Ape Husband           |
| Walter Phelan                       | Dr. Satan                   |
| Rob Zombie (não creditado)          | Dr. Wolfenstein's assistant |
| Rainn Wilson                        | Bill Hudley                 |

## Recepção
House of 1000 Corpses foi lançado em 11 de abril de 2003 nos Estados Unidos, sem ter sido pré-visto pelos críticos. Do ponto de vista da receita pode ser considerado um sucesso, com cerca de 16 milhões de dólares na bilheteria contra um orçamento de 7 milhões.

### Recepção crítica
House of 1000 Corpses recebeu uma recepção crítica negativa após seu lançamento por parte dos críticos, com Rotten Tomatoes dando-lhe uma classificação de 19% "podre", com base em 80 comentários.